# Tropicolabus foxi
Tropicolabus foxi är en stekelart som först beskrevs av Davis 1898.  Tropicolabus foxi ingår i släktet Tropicolabus och familjen brokparasitsteklar. Inga underarter finns listade i Catalogue of Life.